# BMW řady 7
BMW 7 je luxusní sedan, nejvyšší modelová řada německého výrobce BMW. První generace byla představena roku 1977.
Hlavním konkurentem je Mercedes-Benz třída S (v generaci E23 jen levnější verze, od E32 je šíře nabídky obou modelů vyrovnaná). Dále to jsou vozy Jaguar, které jsou tak jako BMW sportovně orientované, Lexus LS; Audi A8, resp. dříve Audi V8, a Volkswagen Phaeton.

## E23
První generace BMW řady 7 se vyráběla v letech 1977 až 1986. Motory byly různé verze řadového šestiválce M30 - zpočátku ve verzích 728 a 730 s karburátorem Solex, které byly roku 1979 nahrazeny 728i a 730i se vstřikováním, a 733i se vstřikováním Bosch L-Jetronic. Později bylo používáno modernější vstřikování Bosch Motronic. Verze 745i měla přeplňovaný řadový šestiválec (zatím jediný přeplňovaný benzínový motor v této modelové řadě), verze určená pro Jihoafrickou republiku měla místo něj atmosférický řadový šestiválec M88, který poháněl také první generaci M5 a M6.
Řada 7 E23 nabízela na svou dobu řadu pokročilých systémů - palubní počítač, diagnostiku, digitální klimatizaci, ABS nebo airbag řidiče.
Nabízené verze:
- 725i (1981–1986)
- 728 (1977–1979), 728i (1979–1986)
- 730 (1977–1979), 730i (1979–1986)
- 732i (1979–1986)
- 733i (1977–1982)
- 735i (1979–1986)
- 745i (1980–1986)
- 745i (1984–1986 JAR)

## E32
Generací E32 se BMW zařadila mezi technologické leadery. Seznam příplatků zahrnoval palubní telefon a fax, chladicí box na víno, vyhřívané dveřní zámky, ohřev vody v tryskách ostřikovačů, systém, který ve vyšších rychlostech zvyšoval tlak stěračů, stabilizační systém nebo dvojitá okenní skla. E32 bylo vybaveno jako první sériový vůz xenonovými světlomety, které od roku 1990 dodávala společnost Hella. E32 je také prvním BMW, které mělo rychlost elektronicky omezenou na 250 km/h (verze 750iL je dle americké prodejní brožury schopna bez omezovače dosáhnout 300 km/h).
Motorová paleta zpočátku zahrnovala dvě verze motoru M30 o objemu 3,0 a 3,4 litru (730i a 735i). Na vrcholu byl nový dvanáctiválcový motor M70 v modelu 750i. V roce 1992 byl představen nový motor V8 M60 o objemu 3,0 nebo 4,0 litru (730i a 740i), který nahradil řadový šestiválec 735i. Šestiválcová 730i se vyráběla i nadále.

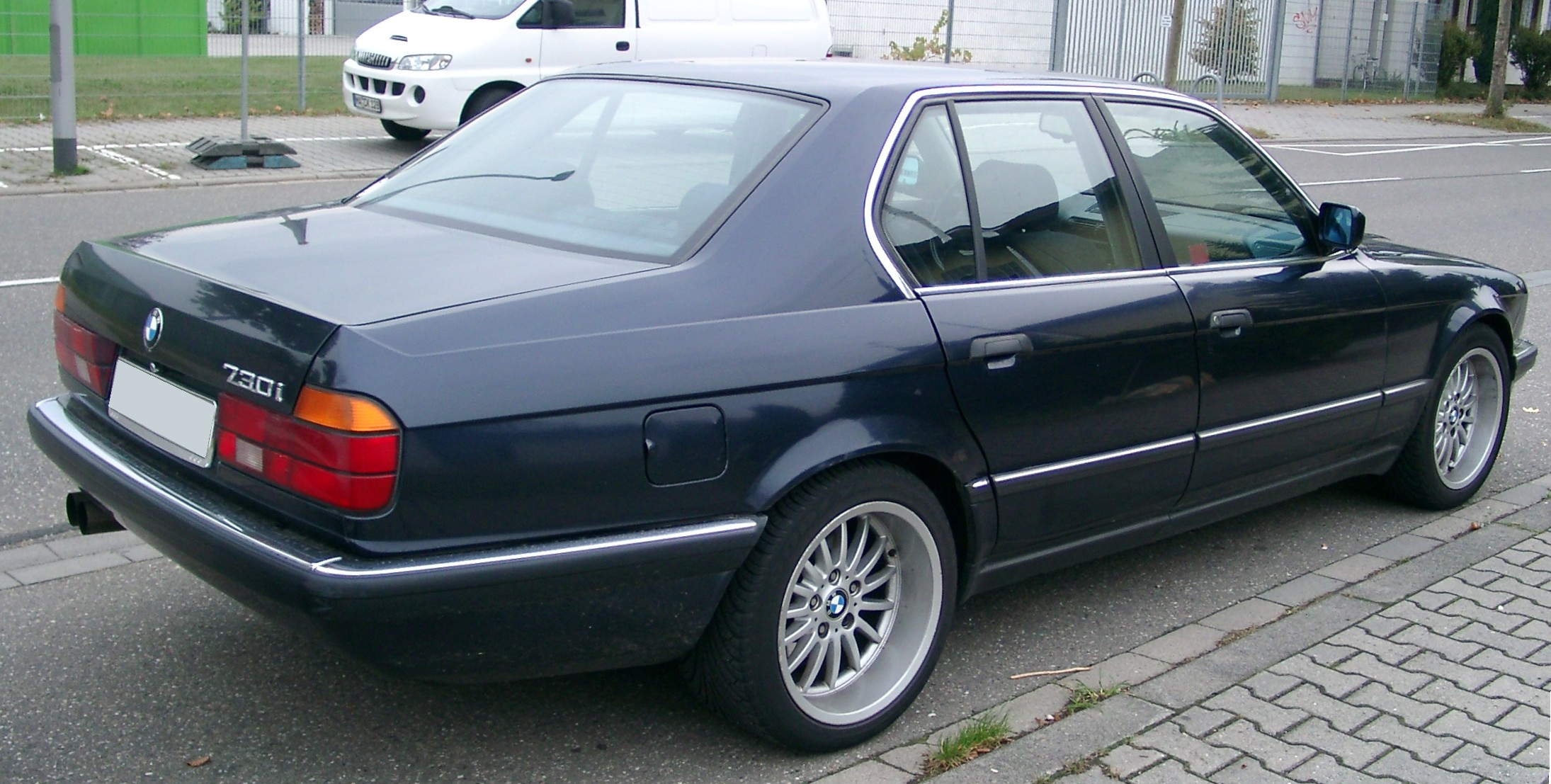
BMW 730i (E32)

Nabízené verze:
- 730i (1986–1994)
- 735i (1986–1992)
- 730i V8 (1992–1994)
- 740i (1992–1994)
- 750i (1987–1992)

Přehled motorů
| Model           | Motor           | Počet válců     | Počet ventilů   | Ventilový rozvod | Vrtání × zdvih [mm] | Zdvihový objem [cm3] | Přeplňování     | KAT             | Max. výkon [kW (k) při ot./min] | Max. točivý moment [Nm při ot./min] |
| Zážehové motory | Zážehové motory | Zážehové motory | Zážehové motory | Zážehové motory  | Zážehové motory     | Zážehové motory      | Zážehové motory | Zážehové motory | Zážehové motory                 | Zážehové motory                     |
| --------------- | --------------- | --------------- | --------------- | ---------------- | ------------------- | -------------------- | --------------- | --------------- | ------------------------------- | ----------------------------------- |
| 730i            | M30B30          | R6              | 12V             | SOHC             | 89,0 × 80,0         | 2986                 | ne              | ano             | 138 (188) při 5800              | 255 při 3500                        |
| 730i            | M30B30          | R6              | 12V             | SOHC             | 89,0 × 80,0         | 2986                 | ne              | ne              | 145 (197) při 5800              | 275 při 4000                        |
| 730i            | M60B30          | V8              | 32V             | 2 × DOHC         | 84,0 × 67,6         | 2997                 | ne              | ne              | 160 (218) při 5800              | 290 při 4500                        |
| 735i            | M30B35LE        | R6              | 12V             | SOHC             | 92,0 × 86,0         | 3430                 | ne              | ano             | 155 (211) při 5500              | 305 při 4000                        |
| 735i            | M30B35LE        | R6              | 12V             | SOHC             | 92,0 × 86,0         | 3430                 | ne              | ne              | 162 (220) při 5500              | 315 při 4000                        |
| 740i            | M60B40          | V8              | 32V             | 2 × DOHC         | 89,0 × 80,0         | 3982                 | ne              | ne              | 210 (286) při 5800              | 400 při 4500                        |
| 750i            | M70B50          | V12             | 24V             | 2 × SOHC         | 84,0 × 75,0         | 4988                 | ne              | ne              | 220 (299) při 5300              | 450 při 4100                        |

## E38
Generace E38 znamenala další radikální pokrok. V nabídce se objevily boční airbagy na předních sedadlech, dvouzónová automatická klimatizace, dešťový senzor nebo satelitní navigace. Poprvé byla řada 7 také nabízena s dieselovým motorem. V roce 1998 prošla faceliftem.
Toto BMW 7 bylo automobilem hlavního hrdiny ve filmu Kurýr a vozidlem Jamese Bonda ve filmu Zítřek nikdy neumírá.
Nabízené verze 1994–1998:
- 725tds (1996–1998)
- 728i (1995–1998)
- 730i (1994–1996)
- 735i (1996–1998)
- 740i (1994–1998)
- 750i (1994–1998)

Nabízené verze 1998–2001:
- 728i (1998–2001)
- 730d (1998–2001)
- 735i (1998–2001)
- 740i (1998–2001)
- 740d (1998–2001)
- 750i (1998–2001)

## E65/E66
Generace E65 (E66 je označení pro prodlouženou verzi) je prvním BMW, které je navržené v novém designérském stylu Chrise Bangla. Toto inovátorské a extravagantní pojetí bylo terčem kritiky, a to i po faceliftu v roce 2005, kdy byly nejkontroverznější části přepracovány. Interiér E65 byl také prvním svého druhu ve vozech BMW, jeho pojetí bylo postupně převzato do všech dalších modelových řad.
Ve voze byla použita první generace uživatelského rozhraní iDrive, dvakrát přeplňovaný dieselový motor a verze Hydrogen7 je prvním vozem na světě, který je schopný v motoru spalovat benzín nebo vodík.
Nabízené verze:
- 730d (od 2002)
- 730i (od 2003)
- 735i (2001–2005)
- 740d (2002–2005)
- 740i (od 2005)
- 745d (od 2005)
- 745i (2001–2005)
- 750i (od 2005)
- 760i (od 2003)
- Hydrogen 7 (od 2006)